# Œil pour œil (film, 1929)
Pour les articles homonymes, voir Œil pour œil.
Pour plus de détails, voir Fiche technique et Distribution.
Œil pour œil (titre original : Big Business) est un court métrage burlesque de Noël américain réalisé par James W. Horne, sorti en 1929 et mettant en scène Laurel et Hardy.
Carton d'introduction : « The story of a man who turned the other cheek and got punched in the nose. »

## Synopsis
Laurel et Hardy sont vendeurs de sapins de Noël en porte-à-porte en Californie. Après avoir connu deux déconvenues, ils sonnent chez un troisième client (James Finlayson). Lorsque celui-ci les éconduit, le sapin se coince dans la porte. Il leur faut sonner à nouveau. La situation dégénère bientôt en festival de démolition : d'abord leurs vêtements, puis leur voiture et sa maison.

## Fiche technique
- Titre en français : Œil pour œil
- Titre original : Big Business
- Réalisation : James W. Horne

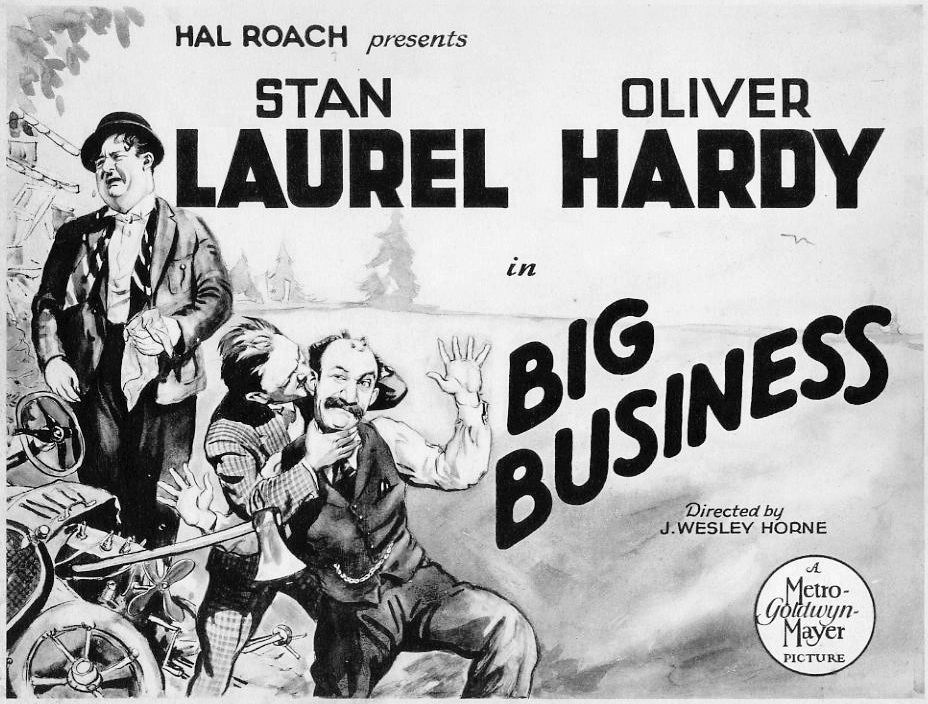
Affiche de 1929.

- Scénario : Leo McCarey (scénario) H.M. Walker (intertitres)
- Photographie : George Stevens
- Montage : Richard C. Currier
- Producteur : Hal Roach
- Directeur de la production : Leo McCarey
- Société de production : Hal Roach Studios
- Société de distribution : Metro-Goldwyn-Mayer
- Pays de production :  États-Unis
- Langue originale : anglais (intertitres)
- Format : Noir et blanc — 35 mm — 1,37:1 — Muet
- Genre : Comédie, Film burlesque
- Longueur : deux bobines
- Date de sortie :
  - États-Unis : 20 avril 1929

## Distribution
Source principale de la distribution :
- Stan Laurel : Stan
- Oliver Hardy : Ollie

Reste de la distribution non créditée :
- James Finlayson : le troisième client
- Charlie Hall : le passant
- Retta Palmer : la passante
- Tiny Sandford : le policeman
- Lyle Tayo : la première cliente

## Récompenses et distinctions
- Inscrit au National Film Registry en 1992